# 아트 스미스

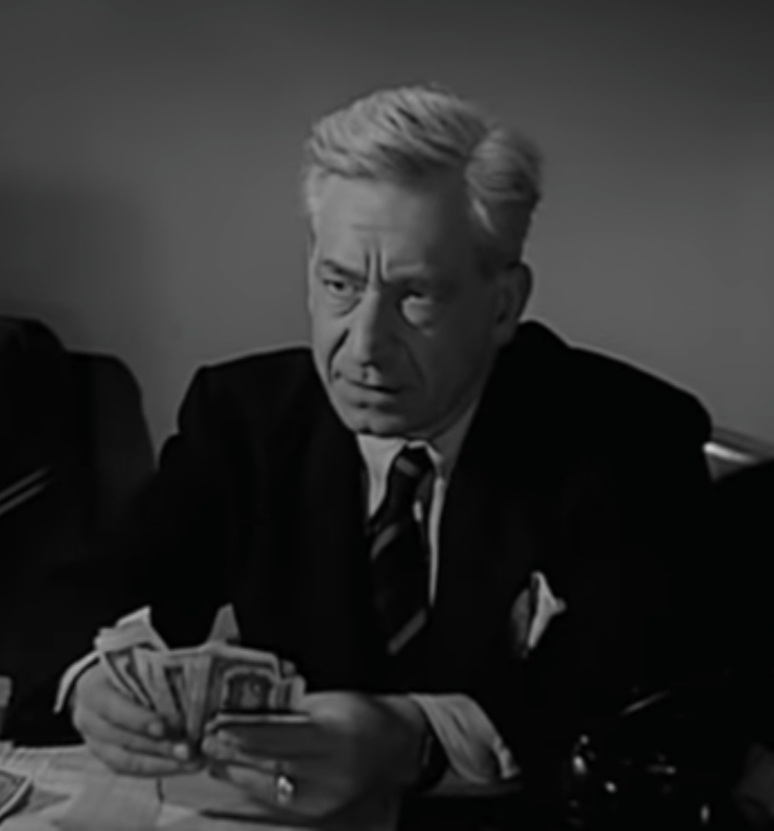

아트 스미스(Arthur Gordon Smith, 1899년 3월 23일 ~ 1973년 2월 24일)는 미국의 배우, 연극 배우, 텔레비전 배우이다.
시카고에서 태어났으며 롱아일랜드에서 사망하였다. 사인은 심근 경색이다.

## 방송
- 바비큐 마스터 시즌2